# Genki Yamada

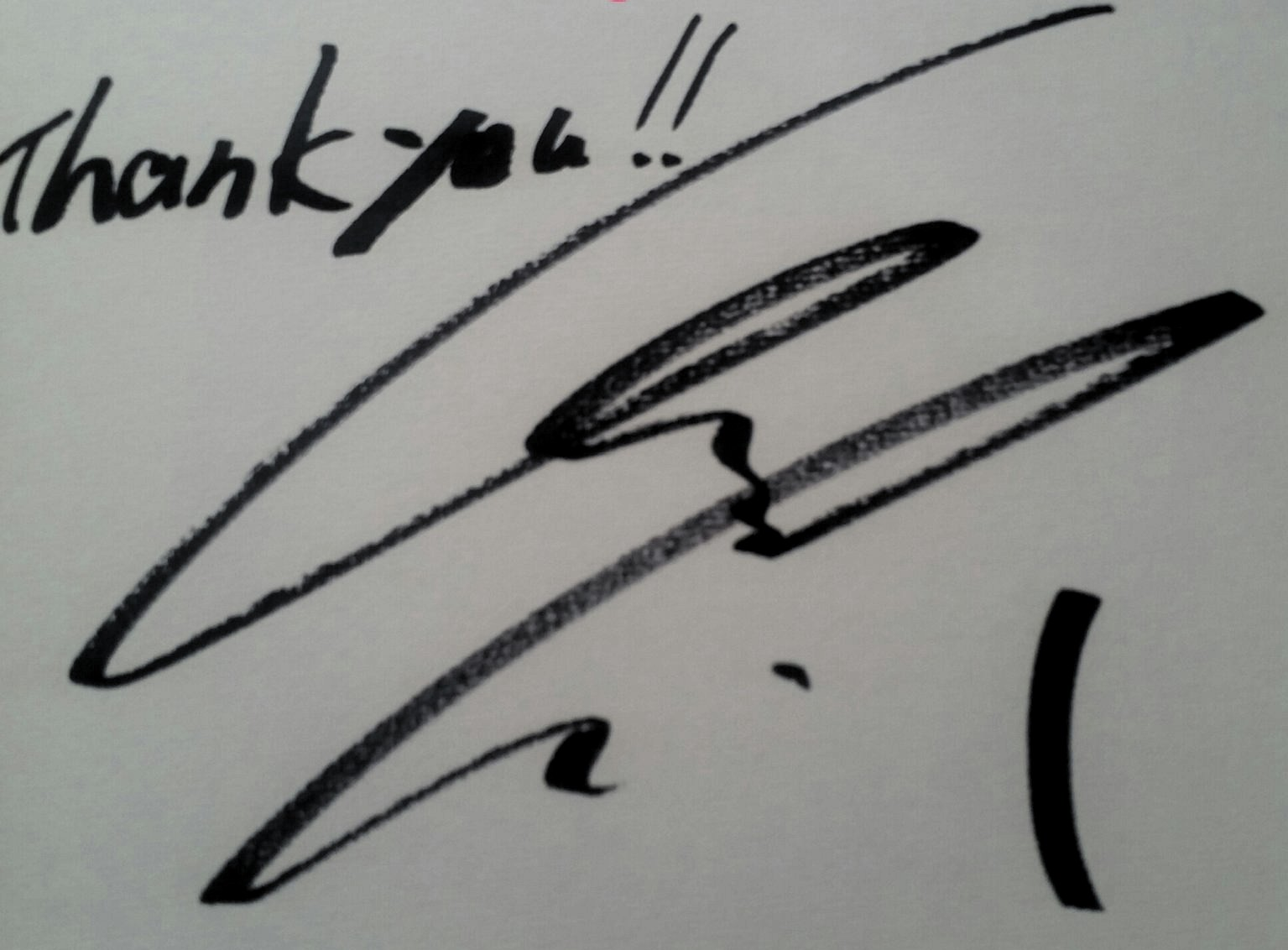
Autógrafo del futbolista Genki Yamada.

Genki Yamada (山田 元気 Yamada Genki?, nacido el 16 de diciembre de 1994 en Nakatsugawa, Gifu) es un futbolista japonés que se desempeña como guardameta.

## Trayectoria

### Clubes
| Club                | País  | Año         |
| ------------------- | ----- | ----------- |
| Kyoto Sanga FC      | Japón | 2013 - 2016 |
| J. League sub-22    | Japón | 2014 - 2015 |
| Renofa Yamaguchi FC | Japón | 2017 -      |

## Estadística de carrera

### J. League
| Club                | Año   | J. League | J. League | Copa J. League | Copa J. League | Total | Total |
| Club                | Año   | Part.     | Goles     | Part.          | Goles          | Part. | Goles |
| ------------------- | ----- | --------- | --------- | -------------- | -------------- | ----- | ----- |
| Kyoto Sanga FC      | 2013  | 0         | 0         | -              | -              | 0     | 0     |
| Kyoto Sanga FC      | 2014  | 0         | 0         | -              | -              | 0     | 0     |
| Kyoto Sanga FC      | 2015  | 15        | 0         | -              | -              | 15    | 0     |
| Kyoto Sanga FC      | 2016  | 0         | 0         | -              | -              | 0     | 0     |
| J. League sub-22    | 2014  | 4         | 0         | -              | -              | 4     | 0     |
| J. League sub-22    | 2015  | 4         | 0         | -              | -              | 4     | 0     |
| Renofa Yamaguchi FC | 2017  | 21        | 0         | -              | -              | 21    | 0     |
| Total               | Total | 44        | 0         | 0              | 0              | 44    | 0     |